# Леун
Леун — река в России, протекает по Пермскому краю и Башкортостану. Устье реки находится в 70 км по левому берегу реки Тюй. Длина реки составляет 32 км.
В 7,6 км от устья по правому берегу впадает река Тесяк.

## Данные водного реестра
По данным государственного водного реестра России относится к Камскому бассейновому округу, водохозяйственный участок реки — Уфа от Нязепетровского гидроузла до Павловского гидроузла, без реки Ай, речной подбассейн реки — Белая. Речной бассейн реки — Кама.
Код объекта в государственном водном реестре — 10010201112111100022852.